# Tinn

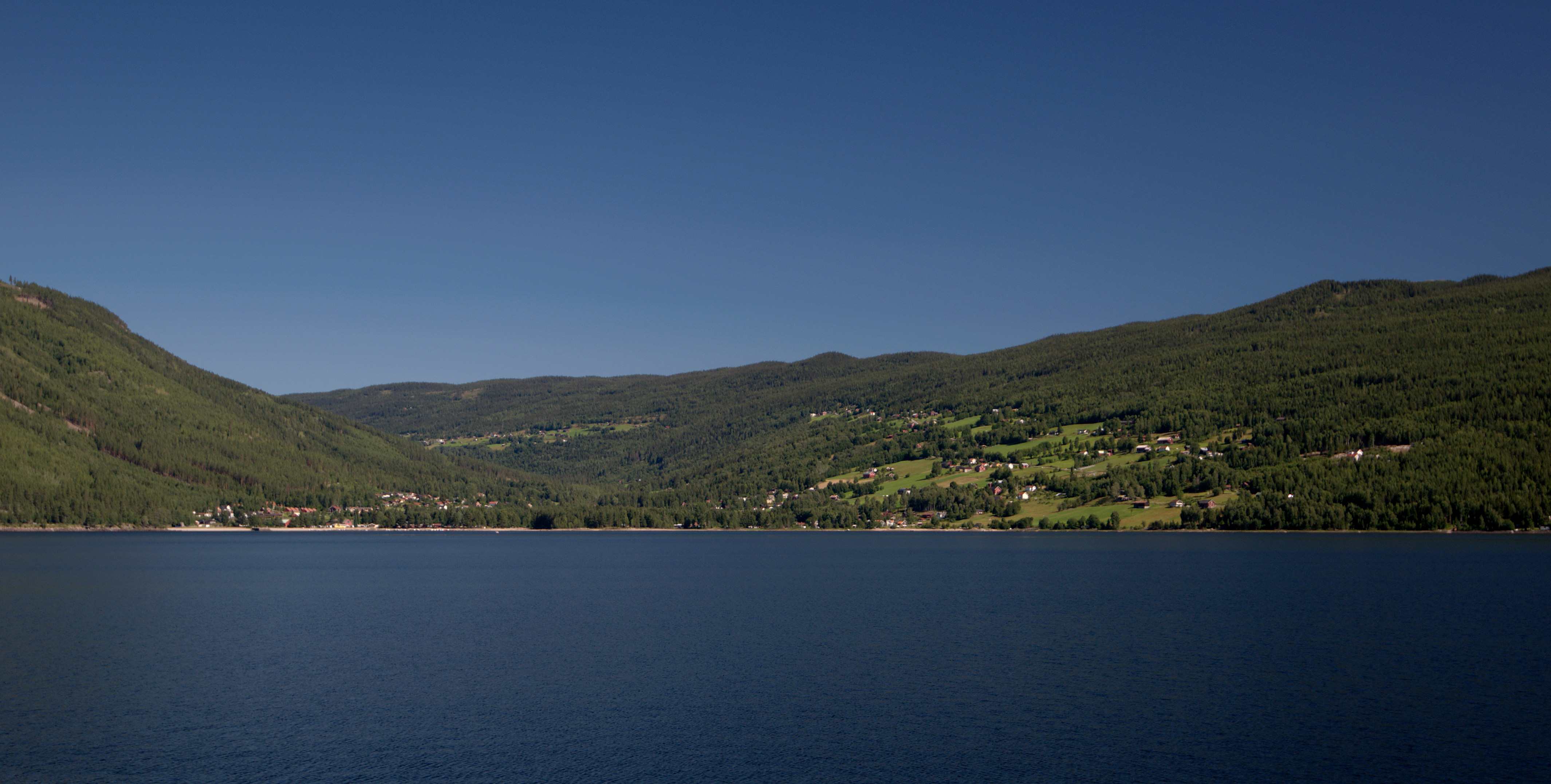
Austbygde

Tinn ist eine Kommune im Norden der Landschaft und der Provinz (Fylke) Telemark (Norwegen) mit 5529 Einwohnern (Stand 1. Januar 2025).
Der Hauptort und Verwaltungssitz Rjukan liegt 180 km westlich von Oslo und beherbergt neben dem Rathaus mehrere Schulen, Kindergärten, eine Bibliothek, ein Krankenhaus, das Norwegische Industriemuseum und ein Heimatmuseum. Die Gemeinde nimmt den südöstlichen Teil des Nationalparks Hardangervidda ein und erreicht im Gaustatoppen (1883 moh.) ihren höchsten Punkt. Auf dem Gebiet der Kommune befinden sich 800 kleinere und größere Seen, unter anderem der  fjordähnliche, bis zu 434 Meter tiefe Tinnsjø.

## Geschichte
Die Geschichte der Gemeinde Tinn ist eng mit dem international operierenden Energiekonzern Norsk Hydro verknüpft, dessen Gründer Sam Eyde die Kraft des Wasserfalls Rjukanfossen (wörtlich etwa: Rauchfall) und anderer benachbarter Quellen nutzte und das zuvor abseits gelegene, straßenlose Vestfjord-Tal zum ersten Schwerindustriestandort Norwegens ausbaute. Um die Lizenz zum Ausbau des Falls zu erhalten, bezahlte Eyde den früheren Besitzern die damals gigantische Summe von 160.000 norwegischen Kronen. Innerhalb von nur zehn Jahren erhöhte sich die Einwohnerzahl des Tals auf 10.000 (im Jahr 1917). Die Errichtung einer Salpeterfabrik, administrativer und sozialer Einrichtungen etc. verwandelte das agrarisch strukturierte ehemalige Såheim in die nun nach dem Wasserfall benannte Kleinstadt Rjukan, die sich zu einem wichtigen Standort von Norsk Hydro entwickeln sollte.
Zur weiteren Geschichte des Ortes, u. a. während der deutschen Besatzungszeit: siehe Rjukan

## Wirtschaft
Seit etwa 1960 baut Norsk Hydro seine Kapazitäten in der Gemeinde Tinn ab. Bis 1970 hatte sich die Belegschaft der Salpeterfabrik um die Hälfte auf 800 Mitarbeiter reduziert. Teilweise in Kooperation mit Norsk Hydro versucht die Kommune, neue Industriezweige zu etablieren. So entstand östlich von Rjukan das Svadde Industrieareal, auf dem sich unter anderem Firmen aus der Bau-, Holz- und Glasbranche angesiedelt haben.
Ein zunehmend wichtig werdender Faktor ist der Tourismus für die Gemeinde. Der Gaustatoppen, nach Ansicht vieler Norweger der schönste Gipfel des Landes, bietet einen großartigen Panoramablick. Er zieht jährlich über 30.000 Besucher an. Neben mehreren Seilbahnen wie der Krossobanen steht ein gut ausgebautes Netz von Pisten und Loipen zur Verfügung.